# Estat Lliure de Schwarzburg-Rudolstadt
L'Estat Lliure de Schwarzburg-Rudolstadt (Freistaat Schwarzburg-Rudolstadt) fou un dels estats territorials que van constituir l'anomenada República de Weimar. Va sorgir de l'antic Principat de Schwarzburg-Rudolstadt al final de la Primera Guerra Mundial. Va existir de novembre 1918 fins a la seva unió a l'Estat de Turíngia l'1 de maig de 1920.

## Història
El 23 de novembre de 1918, el príncep Gunter Víctor va renunciar al principat de Schwarzburg-Rudolstadt, després que dos dies abans d'hagués signat una llei amb les esmenes constitucionals necessàries. Això va convertir el Principat en un estat lliure.
L'última parlament estatal de 1912, en la qual l'SPD tenia majoria, va confirmar als seus llocs els tres caps de departament i funcionaris de l'antic govern estatal, el ministre d'Estat Franz Freiherr von der Recke, el regidor privat Richard Werner i el Conseller d'Estat Friedrich Wissmann; i van ser elegits Emil Hartmann (SPD), Ernst Otto (SPD), Albert Scholl (SPD) i Oskar Hertel (DDP) com altres membres del Ministeri general, amb Emil Hartmann com a president. El 8 de desembre, la Dieta va adoptar una nova llei electoral i es va determinar que les eleccions estatals serien el 16 de març de 1919.
En les eleccions estatals, el SPD va guanyar la majoria absoluta de nou. El 23 de maig, els membres del govern van ser confirmats en el càrrec, però el Baró von der Recke que no va continuar.
El mateix dia, el Landtag de Schwarzburg-Rudolstadt va ser el primer parlament de Turíngia per aprovar la fusió amb els altres estats de Turíngia.
Amb una llei aprovada el 22 de novembre de 1918 pel príncep Gunter Víctor i confirmada per la Dieta, es va arribar a un acord sobre les seves propietat i el seu patrimoni. Els terrenys privats d'unes 22.600 hectàrees, la col·lecció de monedes i la col·lecció d'armes de l'arsenal del palau de Schwarzburg van passar a ser propietat de l'estat. L'ex-sobirà va rebre una pensió anual de 150.000 marcs i drets d'ús al Palau de Schwarzburg, del vedat de caça de Rathsfeld i algunes habitacions del Heidecksburg. A més tindria drets de caça a la Selva Negra i drets de pesca en el Schwarza.
Amb la fundació de l'Estat de Turíngia l'1 de maig de 1920, l'Estat lliure de Schwarzburg-Rudolstadt va renunciar oficialment a la seva condició d'estat federal sobirà. La "llei sobre l'administració dels antics països de Turíngia en el període de transició" del 9 de desembre de 1920 va convertir finalment l'Estat Lliure en una associació comunal de més alt nivell amb representació territorial i govern territorial, que va ser derogada definitivament l'1 d'abril de 1923.